# Liste der Kulturdenkmäler in Schöndorf (an der Ruwer)
In der Liste der Kulturdenkmäler in Schöndorf sind alle Kulturdenkmäler der rheinland-pfälzischen Ortsgemeinde Schöndorf aufgeführt. Grundlage ist die Denkmalliste des Landes Rheinland-Pfalz (Stand: 8. Februar 2023).

## Einzeldenkmäler
| Bezeichnung                         | Lage             | Baujahr | Beschreibung | Bild            |
| ----------------------------------- | ---------------- | ------- | --- | --------------- |
| Katholische Pfarrkirche St. Andreas | Hauptstraße Lage | 1838/39 | klassizistischer Saalbau, 1838/39, Architekt Johann Baptist Bingler; freistehender neuromanischer Turm, 1908, Architekt Ernst Brand; zugehörig der Kirchhof mit Priestergrabsteinen, das Kriegerdenkmal und das Pfarrhaus (Hauptstraße 53) | Fotos hochladen |